# غرفة غسيل

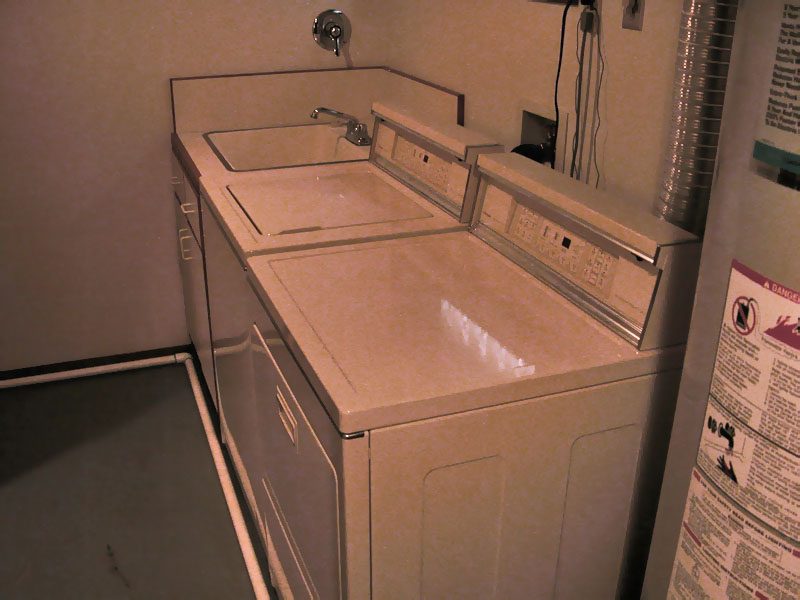
الغسالات في غرفة الغسيل

غرفة الغسيل أو المغسلة أو غرفة المرافق هي غرفة تُغسل الملابس وتجفف فيها أحيانًا. غرف الغسيل في المنازل الحديثة مجهزة بغسالة ملابس آلية ومجفف ملابس، وغالبًا حوض كبير، يسمى حوض الملابس، لغسل الملابس الحساسة يدويًا مثل السترات الصوفية، بالإضافة إلى لوح كي. قد تشمل غرف الغسيل أيضًا خزانات، وأسطح عمل لطي الملابس، ومخيطة (ماكينة خياطة) صغيرة إذا سمحت المساحة.